# 格茲德·耶爾馬茲
格茲德·耶爾馬茲（土耳其語：Gözde Yılmaz，1991年9月9日—），土耳其女子排球運動員，司職接應二傳。現時效力於土超豪門球隊瓦基弗銀行女排俱樂部。
在2014年開始成為土耳其國家女子排球隊一員。

## 獎項

### 俱樂部
- 2017-18赛季土耳其女排超級聯賽： - 銀牌（伊薩奇巴希女排俱樂部）
- 2018年土耳其冠軍杯： - 金牌（伊薩奇巴希女排俱樂部）
- 2018年土耳其杯： - 金牌（伊薩奇巴希女排俱樂部）
- 2018-19赛季土耳其女排超級聯賽： - 銀牌（伊薩奇巴希女排俱樂部）

### 國家隊
- 2015年瑞士女排精英賽： - 金牌
- 2015年歐洲運動會： - 金牌
- 2019年歐洲女子排球錦標賽： - 銀牌